# (73801) 1995 QA4
(73801) 1995 QA4 – planetoida z pasa głównego asteroid okrążająca Słońce w ciągu 3,66 lat w średniej odległości 2,37 j.a. Odkryta 17 sierpnia 1995 roku.